# Nyodes lowai
Nyodes lowai là một loài bướm đêm trong họ Noctuidae.